# Club Atlético Argentinos del Norte
El Club Atlético Argentinos del Norte es un club deportivo argentino fundado el 8 de abril de 1907 en la ciudad de San Miguel de Tucumán, Tucumán. El club tiene como actividad principal al Fútbol pero también se practican otros deportes, como el Futsal en el cual llegó a participar en la Liga Argentina de Futsal. Esta afiliado a la Liga Tucumana de Fútbol.
Su estadio se ubica en la avenida Benjamín Araoz 650 en el Parque 9 de Julio. Su uniforme es camiseta azul con franja horizontal en el pecho.

## Historia

### Fundación y primeros pasos
Los inicios del club están estrechamente relacionados con el Colegio Sagrado Corazón, Ya que los alumnos del colegio practicaban el novedoso deporte, es así que con la ayuda de profesores y curas, nace el 8 de abril de 1907 el Club Atlético Argentinos del Norte.
El club fue fundador de la Liga de Foot-ball, en la que se coronó campeón en 1911, ese año también tendría como campeón a Atlético Tucumán.

### Federación Tucumana
En 1919 nace la Federación Tucumana con Argentinos como fundador. En 1937 se corona campeón de la Copa Competencia y del Torneo Absoluto, en uno de los mejores años del club. Se consagró campeón de la Copa Competencia en 1941 y 1943. La década del 60 fue muy exitosa para el club, ya que en 1966 se coronó campeón de la copa de Honor y en 1969 de la Copa Competencia y del Torneo Clasificación, con el cual obtuvo el pase para disputar la Copa Argentina. En la copa argentina de enfrentó a Vélez Sarsfield, ganando el primer partido 1 a 0 de local y perdiendo la vuelta 2 a 1, por lo que la historia se definió desde los 12 pasos, con el equipo porteño saliendo vencedor.

### Liga Tucumana y Argentino B
En 1977 es creada la Liga Tucumana de Futbol y Argentinos del Norte pierde la categoría, pero volvió en 1980. En 1998 se consagra campeón de la Liga Tucumana por primera vez en su historia y se clasifica al Torneo Argentino B 1998/1999. En el torneo compartió grupo con Central Norte, Mitre y Talleres de Perico y avanzó a la fase final, donde terminó tercero, a un punto de ascender al Argentino A y le tocó jugar el torneo reclasificatorio ante los dos peores 2 equipos del Argentino A, pero fue descalificado por deudas con el polémico Consejo Federal.

## Estadio
El 13 de agosto de 1933 se inaugura el estadio de Argentinos del Norte, la cartelera anuncia el estreno del predio con un partido entre el seleccionado tucumano y el seleccionado santiagueño, previo a este partido jugaron All Boys y San Martín, ganando los primeros 3 a 0. Ya en el duelo principal el seleccionado tucumano derrotó 3 a 0 a sus pares santiagueños. El primer partido de los sagrados fue ante Mitre, el 15 de agosto, con un empate 1 a 1.

## Colores
Su uniforme es camiseta azul con franja blanca horizontal en el pecho.

## Palmarés
| Torneos locales oficiales | Torneos locales oficiales |
| Competición               | Títulos                   |
| ------------------------- | ------------------------- |
| Liga Tucumana (2)         | 1911, 1998.               |
| Honor - FTF               | 1966.                     |
| Competencia - FTF (4)     | 1937, 1941, 1943, 1969.   |
| Clasificación - FTF       | 1969                      |
| Torneo Absoluto - FTF     | 1937                      |